# William Bennett (Flötist)
William Ingham Brooke Bennett, OBE (* 7. Februar 1936 in London; † 11. Mai 2022 ebenda) war ein britischer klassischer Flötist.

## Jugend und Ausbildung
William Bennett wuchs in einem künstlerischen Elternhaus auf und begann das Flötenspiel im Alter von zwölf Jahren. An der Guildhall School of Music erhielt er (wie später sein drei Jahre jüngerer Kollege James Galway) Unterricht bei Geoffrey Gilbert. 1958 gewann er ein Stipendium der französischen Regierung, das es ihm ermöglichte, in Paris u. a. bei Jean-Pierre Rampal zu studieren. Am Ende seines Studiums gewann Bennett einen Preis beim Internationalen Musikwettbewerb in Genf. In den 1960ern nahm er zum ersten Mal Unterricht bei Marcel Moyse; in den 1970ern besuchte er auch Meisterkurse bei diesem.

## Karriere
Nach Anstellungen beim BBC Northern Symphony Orchestra sowie beim Sadler’s Wells Orchestra wurde Bennett Soloflötist beim London Symphony Orchestra. Später arbeitete er neben seiner Tätigkeit als Solist auch als Mitglied renommierter Orchester wie dem Royal Philharmonic Orchestra, dem English Chamber Orchestra sowie der Academy of St Martin in the Fields. In seiner Solokarriere widmete sich Bennett vor allem dem Ensemblespiel, u. a. als regelmäßiger Gastmusiker dem Melos Ensemble. Er hat über 300 Aufnahmen aus dem Solorepertoire der Flöte eingespielt, darunter die Konzerte von Vivaldi und Mozart, die h-Moll-Suite von J. S. Bach sowie Mozarts Konzert für Flöte, Harfe und Orchester.
William Bennett starb am 11. Mai 2022 an den Folgen einer neuronalen Erkrankung.

## Flötenbau
Zusammen mit dem britischen Flötenbauer Albert Cooper sowie einigen anderen Flötisten entwickelte Bennett eine verbesserte Mensur, die Bennett-Cooper-Skala. Er erfand außerdem eine Flöte, deren Tonumfang eine kleine Terz tiefer reicht als normal (also bis zum kleinen a), den sogenannten flauto di bassetto. Mit dieser Flöte spielte er u. a. das D-Dur-Konzert von Mozart ein. Bennett beeinflusste mit seinen Arbeiten den Flötenhersteller Altus. Er selbst spielte zuletzt eine Altus-Flöte der „Limited“-Serie mit offener Gis-Klappe.

## Lehraufträge
Bennett unterrichtete ab 1983 einige Jahre lang an der Musikhochschule Freiburg sowie bis zuletzt an der Royal Academy of Music.

## Auszeichnungen
- 1995: Officer des Order of the British Empire
- 2002: Preis der National Flute Association für sein Lebenswerk